# Los Angeles Times

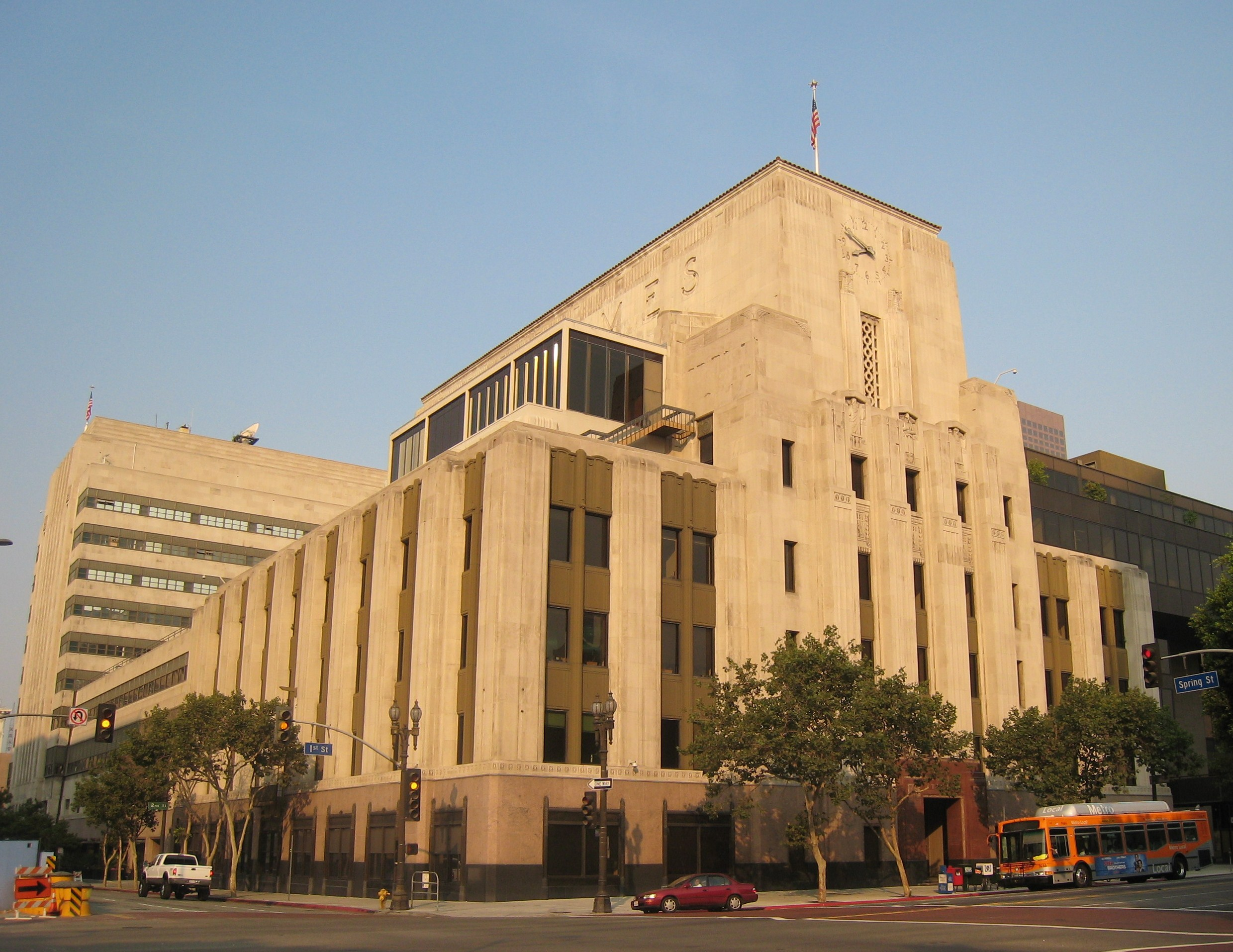
Das Los Angeles Times Building

Die Los Angeles Times (abgekürzt LA Times und L.A. Times) ist eine überregional erscheinende US-amerikanische Tageszeitung mit Sitz in Los Angeles, Kalifornien. Die Auflage betrug im Jahr 2019 offiziell werktags 417.936 Exemplare, nach eigenen Angaben sonntags 945.000. Damit ist sie eine der auflagenstärksten Tageszeitungen in den USA.

## Geschichte
Die erste Ausgabe erschien unter dem Namen Los Angeles Daily Times am 4. Dezember 1881. Das Projekt ging jedoch schnell in Konkurs. Unter dem legendären Verleger Harrison Gray Otis wurde das Blatt danach unter dem bis heute beibehaltenen Namen zum Erfolg geführt. Die LA Times war zunächst eine streng konservative, republikanische Zeitung. Otis’ Kampf gegen die Gewerkschaften führte am 1. Oktober 1910 zu einem Bombenattentat, bei dem 21 Menschen starben und das Redaktionsgebäude zerstört wurde. Im Jahr 1917 übernahm Otis’ Schwiegersohn Harry Chandler die Führung der LA Times. Die Chandler-Dynastie führte die Times bis in die 1980er Jahre. In den 1960er-Jahren änderte sich auch die politische Ausrichtung der Zeitung hin zu einer liberaleren Haltung.
Natürlich waren die Inhalte früh durch die Nähe zur Filmstadt Hollywood geprägt. In der vom Jazz geprägten Ära der Jahre um 1920 begann das Publikum sein Interesse weg von Liebesfilmen auf moralisierende Filme zu richten. Die Los Angeles Times organisierte daher eine Umfrage, in der gefragt wurde, „welchen Film von DeMille möchten Sie im Kino sehen?“ Der größte Teil der Leser entschied sich für einen Film mit historisch-religiöser Thematik, konkret acht Personen schlugen unabhängig voneinander Die Zehn Gebote vor.
1989 stellte die letzte Konkurrenzzeitung der Los Angeles Times ihr Erscheinen ein. Es handelte sich dabei um den Los Angeles Herald-Examiner. Im Jahr 2000 wurde die LA Times von der Tribune Company übernommen, einem der größten amerikanischen Medienkonzerne. Die Auflage der LA Times ist seit dem Beginn der Zeitungskrise deutlich zurückgegangen. Am 21. August 2007 stimmten die Aktionäre der „Tribune Company“ einem Verkauf an den Multi-Milliardär und Immobilienunternehmer Sam Zell zu. Der Verkaufspreis betrug 13 Mrd. Dollar (damals 9,7 Mrd. Euro). Neben der Los Angeles Times gehörten damals zur „Tribune“-Gruppe die Chicago Tribune sowie weitere neun Tageszeitungen, 23 Fernsehsender und der Baseball-Club Chicago Cubs. Im Dezember 2008 beantragte die „Tribune Company“ bankruptcy protection.
Die Internetpräsenz der Los Angeles Times wurde zeitweise, wie auch die anderer großer US-Medienverlage, nach Inkrafttreten der DSGVO Ende Mai 2018 für viele europäische Nutzer gesperrt – wegen der Befürchtung, hinsichtlich möglicher Datenschutzverstöße sanktioniert zu werden. Mittlerweile ist die Onlineausgabe von Europa aus wieder zugänglich.
Im Februar 2018 wurden die Los Angeles Times und die San Diego Union-Tribune für 500 Millionen Dollar an Patrick Soon-Shiong verkauft. Aufgrund erheblicher Verluste von etwa 30 bis 40 Millionen Dollar pro Jahr kündigte das Unternehmen im Januar 2024 an, rund 20 % der Mitarbeiter entlassen zu müssen, darunter viele langjährige Redakteure, Fotografen und die Video-Abteilung der Zeitung.
Die Los Angeles Times hatte bis 2022 insgesamt 49 Pulitzer-Preise gewonnen.

## Wikitorial
Im Juni 2005 führte die Los Angeles Times ein Wiki-Experiment namens Wikitorial zur aktiven Beteiligung der Leser durch und scheiterte damit wenige Tage nach dessen Beginn. Am 17. Juni 2005 veröffentlichte die Los Angeles Times unter dem Titel War and Consequences (Krieg und dessen Konsequenzen) ihr erstes Wikitorial, es behandelte den Krieg im Irak. Unter dem Beitrag war eine Einladung an die Leserschaft angefügt, den Beitrag auf dem Wiki zu bearbeiten. Man nannte das Experiment ein public beta und mutmaßte, dass es sich dabei möglicherweise um einen Misserfolg oder auch um eine neue Form des Meinungs-Journalismus handeln könne.
Jimmy Wales, Gründer der Wikipedia, war einer der frühen Teilnehmer am neuen Wikitorial, das zu einem Editorial der gegensätzlichen Standpunkte, zu etlichen Weiterleitungen und zu einem großen Maß an Diskussionen anregte.
Bereits am 19. Juni 2005 wurde das Wikitorial jedoch wieder geschlossen. Vermutlich geschah dies als Reaktion auf Vandalismus, nachdem verschiedene Bilder von goatse.cx auf das Wiki geladen worden waren. Gegen 4:30 Uhr Ortszeit wurde das Wiki dann mit pornographischen Fotos überhäuft, die zunächst binnen Sekunden von einem Helfer in ihren ursprünglichen Zustand zurückversetzt wurden. Kurz nach 5:00 Uhr jedoch wurde die Seite abgeschaltet.
Leser, welche die Site besuchen wollen, finden seither folgende Nachricht vor:

„Wo ist das wikitorial? Leider waren wir gezwungen, diese Funktion – zumindest zeitweise – zu entfernen, da wenige Leser die Site mit unangemessenem Material überflutet haben. Wir bedanken uns bei den Tausenden von wohlmeinenden Menschen, die sich beteiligt haben, und entschuldigen uns hiermit.“

Während der zwei Tage, an denen das Wikitorial verfügbar gewesen ist, war der ursprüngliche Text von unter 1100 Worten auf über 2700 Worte angewachsen. Mehrere erfahrene Wiki-Schreiber hatten Vorschläge für die Organisation des Wikitorials unterbreitet.